# Netto Arena
Arena Szczecin (2014–2017 Azoty Arena , Netto Arena desde 2018) é uma arena coberta em Estetino, na Polónia.  Foi inaugurado em 1º de agosto de 2014 e possui 7.403 pessoas.
O Arena Szczecin abriga uma variedade de eventos esportivos, incluindo basquete, vôlei, handebol, futsal, tênis, badminton, artes marciais, esgrima, ginástica esportiva, salto com vara.